# 2. ŽNL Primorsko-goranska 2022./23.
Ovaj članak je podtema članka: 7. rang HNL-a 2022./23.

2. ŽNL Primorsko-goranska u sezoni 2022./23. je predstavljala drugi stupanj županijske lige u Primorsko-goranskoj županiji, te ligu sedmog stupnja hrvatskog nogometnog prvenstva. 
 
Sudjelovalo je 10 klubova, a prvak lige je postao klub "Snježnik" iz Gerova.

## Sustav natjecanja
Deset klubova igra dvokružnu ligu (18 kola).

## Ljestvica
| mj. | klub                 | ut. | pob. | ner. | por. | gol+ | gol- | bod | bod- |
| --- | -------------------- | --- | ---- | ---- | ---- | ---- | ---- | --- | ---- |
| 1.  | Snježnik Gerovo      | 18  | 14   | 0    | 4    | 56   | 32   | 42  |      |
| 2.  | Turbina Tribalj      | 18  | 13   | 0    | 5    | 57   | 21   | 39  |      |
| 3.  | Grbci 2000 Rijeka    | 18  | 13   | 0    | 5    | 60   | 38   | 39  |      |
| 4.  | Gomirje              | 18  | 11   | 1    | 6    | 47   | 30   | 34  |      |
| 5.  | Željezničar Moravice | 18  | 10   | 2    | 6    | 41   | 26   | 32  |      |
| 6.  | Goranka Ravna Gora   | 18  | 8    | 1    | 9    | 48   | 40   | 25  |      |
| 7.  | Risnjak Lokve        | 18  | 8    | 0    | 10   | 38   | 45   | 24  |      |
| 8.  | Stari grad Rijeka    | 18  | 8    | 0    | 10   | 39   | 34   | 22  | -2   |
| 9.  | Polet Skrad          | 18  | 2    | 2    | 14   | 16   | 56   | 6   | -2   |
| 10. | Mrkopalj             | 18  | 0    | 0    | 18   | 9    | 89   | -2  | -2   |

## Rezultatska križaljka
Ažurirano: 18. lipnja 2023. (kraj sezone)
| kratica | klub                 | GOM | GOR | GRB | MRK      | POL      | RIS | SNJE | STAG     | TUR | ŽELJ |
| --- | -------------------- | --- | --- | --- | -------- | -------- | --- | ---- | -------- | --- | ---- |
| GOM | Gomirje              |     | 2:3 | 0:1 | 3:0 p.f. | 3:0 p.f. | 4:3 | 6:1  | 2:0      | 3:1 | 1:1  |
| GOR | Goranka Ravna Gora   | 2:3 |     | 3:5 | 9:1      | 2:0      | 3:2 | 2:6  | 3:0 p.f. | 0:2 | 2:3  |
| GRB | Grbci 2000 Rijeka    | 5:6 | 0:5 |     | 5:1      | 8:1      | 3:1 | 6:2  | 0:2      | 6:0 | 4:3  |
| MRK | Mrkopalj             | 0:5 | 0:4 | 1:5 |          | 0:2      | 0:2 | 0:5  | 0:5      | 1:5 | 1:4  |
| POL | Polet Skrad          | 1:6 | 3:3 | 2:3 | 3:0      |          | 0:2 | 0:3  | 0:3      | 0:5 | 0:0  |
| RIS | Risnjak Lokve        | 2:1 | 1:3 | 5:2 | 7:1      | 3:2      |     | 0:2  | 1:9      | 1:3 | 1:3  |
| SNJE | Snježnik Gerovo      | 3:1 | 4:3 | 3:0 | 5:1      | 4:0      | 4:1 |      | 3:1      | 2:0 | 3:0  |
| STAG | Stari grad Rijeka    | 2:0 | 5:0 | 1:2 | 5:1      | 2:0      | 2:3 | 0:6  |          | 0:3 | 2:4  |
| TUR | Turbina Tribalj      | 5:0 | 2:1 | 1:3 | 11:0     | 6:0      | 3:2 | 3:0  | 2:0      |     | 0:2  |
| ŽELJ | Željezničar Moravice | 0:1 | 1:0 | 1:2 | 4:1      | 3:2      | 0:1 | 8:0  | 4:0      | 0:5 |      |
| |                      |     |     |     |          |          |     |      |          |     |      |
| podebljan rezultat - utakmice od 1. do 9. kola (1. utakmica između klubova) rezultat normalne debljine - utakmice od 10. do 18. kola (2. utakmica između klubova) rezultat nakošen - nije vidljiv redoslijed odigravanja međusobnih utakmica iz dostupnih izvora rezultat nakošen i smanjen * - iz dostupnih izvora nije uočljiv domaćin susreta prekrižen rezultat - poništena ili brisana utakmica p - utakmica prekinuta 3:0 p.f. / 0:3 p.f. - rezultat 3:0 bez borbe n.i. - nije igrano |                      |     |     |     |          |          |     |      |          |     |      |

 Izvori: 

## Vanjske poveznice
- nspgz.hr, Nogometni savez Primorsko-goranske županije
- grevagol.com
- sportcom.hr, Druga ŽNL